# Cừu Poll Merino

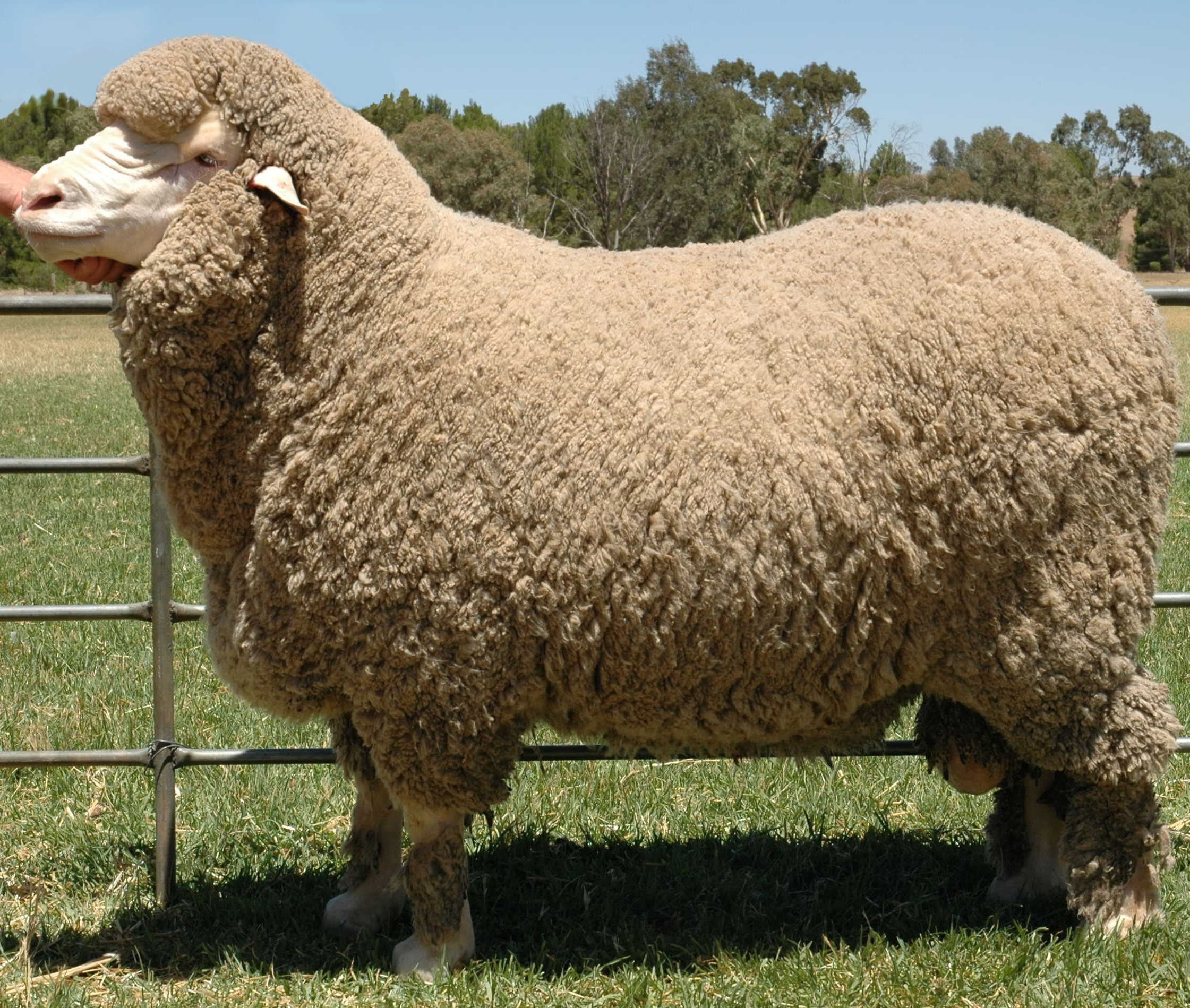
Cừu đực Poll Merino

Cừu Poll Merino hay còn gọi là Cừu Merino Úc là một dòng (subtype) của cừu Merino thuộc hàng gia súc ở Úc chúng không có sừng và đã được phát triển ở Úc. Chúng có đặc điểm là có năng suất cao và không bị hao tổn năng lượng cơ thể cho việc nuôi những chiếc sừng vì đã bị loại bỏ hoàn toàn. Nhiều trang trại đang nuôi Poll Merinos để phục vụ cho nhu cầu tăng lên đối với những dễ dàng hơn để chăm sóc cho cừu.
Xuất xứ Úc, là giống cừu lông mảnh nổi tiếng nhất thế giới. Chúng có đặc điểm đầu ngắn, con đực có sừng xoắn, con cái không sừng. cổ rộng và đầy đặn, phần cổ của con đực 1-3 tháng phát triển nếp gấp ngang hoàn toàn hoặc không hoàn toàn, con cái có nếp gấp dọc phát triển, cơ thể hình chữ nhật, lưng dài bằng và thẳng, cánh tay thẳng, cơ phát triển. cấu trúc lông tốt, mật độ dày, che hết phần đầu đền mắt, chân trước đến cổ tay, chân sau đến cổ chân. Cừu Merino Úc chia thành bốn loại: loại lông siêu mảnh, lông mảnh, lông thường và lông len mạnh.

## Lịch sử
Năm 1825 Alexander Riley là tác giả đầu tiên của Úc để có được một con cừu đực khuyết sừng nhằm thiết lập bầu cừu Merino toàn là những con không có sừng. Những con cừu đực được nhập khẩu bởi anh ta từ Đức, cùng với cừu cái từ Saxon. Boonoke, Bungaree, Uardry và Wanganella đã đề cập cụ thể Poley hoặc cừu đực thiếu sừng để bán từ đầu thập niên 1880. Trong những năm 1880 các nỗ lực có ý thức đầu tiên đã được thực hiện để giống các loại hiện đại Poll Merino bởi Munros tại Webollabolla, Moree, New South Wales. stud này là lâu đời nhất của trại giống Poll Merino tại Úc.
Các trại giống Kirkby Poll Merino (Thành công và Reno) đã được bắt đầu ở Moree trong năm 1932, Boonoke Poll vào năm 1934 và Merryville Poll vào năm 1938. Các trại giống của Tây Úc sớm (Cranmore năm 1947, Belmore 1957) mua cừu khuyết sừng Boonoke. Otway Falkiner bắt đầu cùng cừu Boonoke Poll sử dụng mà không có sừng, từ trình đơn thả Boonoke 1934 của gần 9.000 cừu đực, từ nhóm này mười ba con cừu đực, tám nơi đặt hơn 400 cừu Boonoke năm sau. Việc chào bán đầu tiên của cừu Poll Boonokeđể công chúng được đóng góp trong năm 1937. Otway Falkiner đã được thừa nhận bằng cách đăng ký Boonoke như bầy số 1, trong phần riêng biệt đầu tiên cho Poll Merinos ở Úc. 

## Đặc điểm
Những con chiên này trưởng thành rất nhanh, thân chúng phủ len giống như đóng khung và tương đối bằng phẳng thân, chúng sản xuất một lượng lông cừu mà là xử lý mềm mại và màu sắc tốt như vậy, giữ lại các thuộc tính của cừu Merino. Cừu Merino khuyết sừng đang được tìm thấy trong các chủng khác nhau của các nhóm giống cừu này. Một gen duy nhất với ba alen có thể kiểm soát thừa kế sừng ở cừu Merino Úc.
| Loại alen | Kết quả                               | Bình luận                    |
| --------- | ------------------------------------- | ---------------------------- |
| P         | Poll                                  | Tính trội của p và P1        |
| P1        | Có sừng                               | Nhận được P, tính trội tới p |
| p         | Sừng ở cừu đực, khuyết sừng ở cừu cái | Nhận được từ P1 và P         |

Những con đực khuyết sừng không dễ bị khuyết (giòi đằng sau những cái sừng) mà kết quả từ chiến đấu và có thể gây vô sinh tạm thời. Chúng cũng dễ dàng hơn để nạng và cắt, ít có khả năng để trở thành kẻ bị bắt trong hàng rào hay bụi cây và chúng thường dễ dàng hơn để xử lý. lông áo không phát triển những chiếc sừng mà cừu Merino thường xuyên phát triển nếu chúng không bị cho thiến sớm.
Trán chúng phẳng, xương mũi lồi ra, chúng có hố nước mắt, mõm của chúng mỏng, môi hoạt động, răng cửa sắc, nhờ đó chúng có thể gặm được cỏ mọc thấp và bứt được những lá thân cây mềm mại, hợp khẩu vị trên cao để ăn. Chúng có thói quen đi kiếm ăn theo bầy đàn, tạo thành nhóm lớn trên đồng cỏ. Trong da chúng có nhiều tuyến mồ hôi và tuyến mỡ hơn dê. Bởi thế chúng bài tiết mồ hôi nhiều hơn và các cơ quan hô hấp tham gia tích cực hơn vào quá trình điều tiết nhiệt. Mô mỡ dưới da của chúng phát triển tốt hơn dê và ngược lại ở các cơ bên trong của chúng có ít tích lũy mỡ hơn dê.

## Chăn nuôi
Chúng có tính bầy đàn cao nên dễ quản lý, chúng thường đi kiếm ăn theo đàn nên việc chăm sóc và quản lý rất thuận lợi. Chúng cũng là loài dễ nuôi, mau lớn, ít tốn công chăm sóc. So với chăn nuôi bò thì chúng là vật nuôi dễ tính hơn, thức ăn của chúng rất đa dạng, thức ăn của chúng là những loại không cạnh tranh với lương thực của người. Chúng là động vật có vú ăn rất nhiều cỏ.
Hầu hết chúng gặm cỏ và ăn các loại cỏ khô khác, tránh các phần thực vật có gỗ nhiều. Chúng có chế độ hoạt động ban ngày, ăn từ sáng đến tối, thỉnh thoảng dừng lại để nghỉ ngơi và nhai lại. Đồng cỏ lý tưởng cho chúng như cỏ và cây họ Đậu. Khác với thức ăn gia súc, thức ăn chính của chúng trong mùa đông là cỏ khô.
Chúng là loài ăn tạp, có thể ăn được nhiều loại thức ăn bao gồm thức ăn thô xanh các loại như: rơm cỏ tươi, khô, rau, củ quả bầu bí các loại, phế phụ phẩm công nông nghiệp và các loại thức ăn tinh bổ sung như cám gạo ngũ cốc. Mỗi ngày chúng có thể ăn được một lượng thức ăn 15-20% thể trọng. Chúng cần một lượng thức ăn tính theo vật chất khô bằng 3,5% thể trọng. Với nhu cầu 65% vật chất khô từ thức ăn thô xanh (0,91 kg) và 35% vật chất khô từ thức ăn tinh (0,49 kg). Khi cho chúng ăn loại thức ăn thô xanh chứa 20% vật chất khô và thức ăn tinh chứa 90% vật chất khô.
Nguồn nước uống là nhu cầu cơ bản của chúng. Lượng nước cần cho chúng biến động theo mùa và loại và chất lượng thực phẩm mà chúng tiêu thụ. Khi chúng ăn nhiều trong các tháng đầu tiên và có mưa (kể cả sương, khi chúng ăn vào sáng sớm), chúng cần ít nước hơn. Khi chúng ăn nhiều cỏ khô thì chúng cần nhiều nước. Chúng cũng cần uống nước sạch, và có thể không uống nếu nước có tảo hoặc chất cặn. Trong một số khẩu phần ăn của chúng cũng bao gồm các khoáng chất, hoặc trộn với lượng ít.

## Chăm sóc
Sau khi cho phối giống 16-17 ngày mà không có biểu hiện động dục lại là có thể cừu đã có chửa, Căn cứ vào ngày phối giống để chuẩn bị đỡ đẻ cho cừu (thời gian mang thai của cừu 146-150 ngày) nhằm hạn chế cừu sơ sinh bị chết; Có thể bồi dưỡng thêm thức ăn tinh và rau cỏ non cho cừu có chửa nhưng tuyệt đối tránh thức ăn hôi mốc; Khi có dấu hiệu sắp đẻ (bầu vú căng, xuống sữa, sụt mông, âm hộ sưng to, dịch nhờn chảy ra, cào bới sàn...) nên nhốt ở chuồng riêng có lót ổ rơm và chăn dắt gần, tránh đồi dốc.
Thông thường cừu mẹ nằm đẻ nhưng cũng có trường hợp đứng đẻ, tốt nhất nên chuẩn bị đỡ đẻ cho cừu; Sau khi đẻ cừu mẹ tự liếm cho con. Tuy nhiên, vẫn phải lấy khăn sạch lau khô cho cừu con, nhất là ở miệng và mũi cho cừu con dễ thở. Lấy chỉ sạch buộc cuống rốn (cách rốn 4–5 cm), cắt cuống rốn cho cừu con và dùng cồn Iod để sát trùng; Giúp cừu con sơ sinh đứng dậy bú sữa đầu càng sớm càng tốt (vì trong sữa đầu có nhiều kháng thể tự nhiên); Đẻ xong cho cừu mẹ uống nước thoải mái (có pha đường 1% hoặc muối 0.5%).
Cừu con trong 10 ngày đầu sau khi đẻ cừu con bú sữa mẹ tự do; Từ 11-21 ngày tuổi cừu con bú mẹ 3 lần/ngày, nên tập cho cừu con ăn thêm thức ăn tinh và cỏ non, ngon; 80-90 ngày tuổi có thể cai sữa. Giai đoạn này phải có cỏ tươi non, ngon cho cừu con để kích thích bộ máy tiêu hóa phát triển (đặc biệt là dạ cỏ) và bù đắp lượng dinh dưỡng thiếu hụt do sữa mẹ cung cấp không đủ; Cừu sinh trưởng và phát triển nhanh, mạnh ở giai đoạn này.